# セゾンリアルティ
株式会社セゾンリアルティ（Saison Realty Co., Ltd.）は、東京都千代田区に本社を置く、日本の不動産会社。クレディセゾンの連結子会社。居住用物件をメインとする不動産デベロッパーである。

## 沿革
- 1992年10月 - 実質的な前身会社である株式会社エー・アール・マネジメントを設立。
- 1998年10月 - 株式会社アトリウムに社名変更。
- 2006年
  - 3月28日 - ジャスダックに上場（2007年1月23日上場廃止）。
  - 12月21日 - 東京証券取引所第一部に上場。
- 2007年2月 - 現在地に本社移転。
- 2009年7月 - 株式会社クレディセゾンによる完全子会社化により上場廃止。
- 2012年9月1日 - 一部事業を除き、新設会社の株式会社アトリウムに吸収分割[1]。従前の株式会社アトリウムは株式会社アトリウムリアルティに商号変更[2]。
- 2015年11月 - 株式会社アトリウムリアルティを解散
- 2016年1月 - 不動産事業の整理計画が前倒しで達成したことが明らかとなる[3]。
- 2023年4月1日 - 株式会社セゾンリアルティに商号変更
- 2023年9月16日 - 本社所在地を内幸町から有楽町に移転

## 主な関連企業
- 株式会社セゾンリアルティホテルマネジメント